# Le Blanc-Mesnil
Le Blanc-Mesnil este un oraș în Franța, în departamentul Seine-Saint-Denis, în regiunea Île-de-France, la nord-est de Paris. 

## Personalități născute aici
- Raphaël Guerreiro (n. 1993), fotbalist.

1. ↑  French National Directory of Representatives, accesat în 15 martie 2019
2. ↑  répertoire géographique des communes, accesat în 26 octombrie 2015
3. ↑  dataset of postal codes in France, 1 octombrie 2018